# Uhart-Mixe
Pour les articles homonymes, voir Uhart et Mixe.
Uhart-Mixe [yaʁ miks] (Uhartehiri en basque) est une commune française située dans le département des Pyrénées-Atlantiques, en région Nouvelle-Aquitaine.
Le gentilé est Uhartear (ou Uhartehiriar).

## Géographie

### Localisation
La commune d'Uhart-Mixe se trouve dans le département des Pyrénées-Atlantiques, en région Nouvelle-Aquitaine.
Elle se situe à 93 km par la route de Pau, préfecture du département, à 63 km de Bayonne, sous-préfecture, et à 8,0 km de Saint-Palais, bureau centralisateur du canton du Pays de Bidache, Amikuze et Ostibarre dont dépend la commune depuis 2015 pour les élections départementales.
La commune fait en outre partie du bassin de vie de Saint-Palais.
Les communes les plus proches sont : 
Larribar-Sorhapuru (1,6 km), Arhansus (2,7 km), Lohitzun-Oyhercq (3,6 km), Orsanco (3,8 km), Ostabat-Asme (4,7 km), Béhasque-Lapiste (5,1 km), Juxue (5,2 km), Saint-Palais (5,5 km).
Sur le plan historique et culturel, Uhart-Mixe fait partie de la province de la Basse-Navarre, un des sept territoires composant le Pays basque,. La Basse-Navarre en est la province la plus variée en ce qui concerne son patrimoine, mais aussi la plus complexe du fait de son morcellement géographique. Depuis 1999, l'Académie de la langue basque ou Euskalzaindia divise la Basse-Navarre en six zones,. La commune est dans le pays de Mixe (Amikuze), au nord-est de ce territoire.

### Communes limitrophes
Les communes limitrophes sont  Arhansus, Larribar-Sorhapuru, Lohitzun-Oyhercq, Orsanco, Ostabat-Asme, Pagolle et Saint-Palais.
| Orsanco      | Saint-Palais | Larribar-Sorhapuru |
| Ostabat-Asme | Uhart-Mixe   | Lohitzun-Oyhercq   |
|              | Arhansus     | Pagolle            |

### Hydrographie

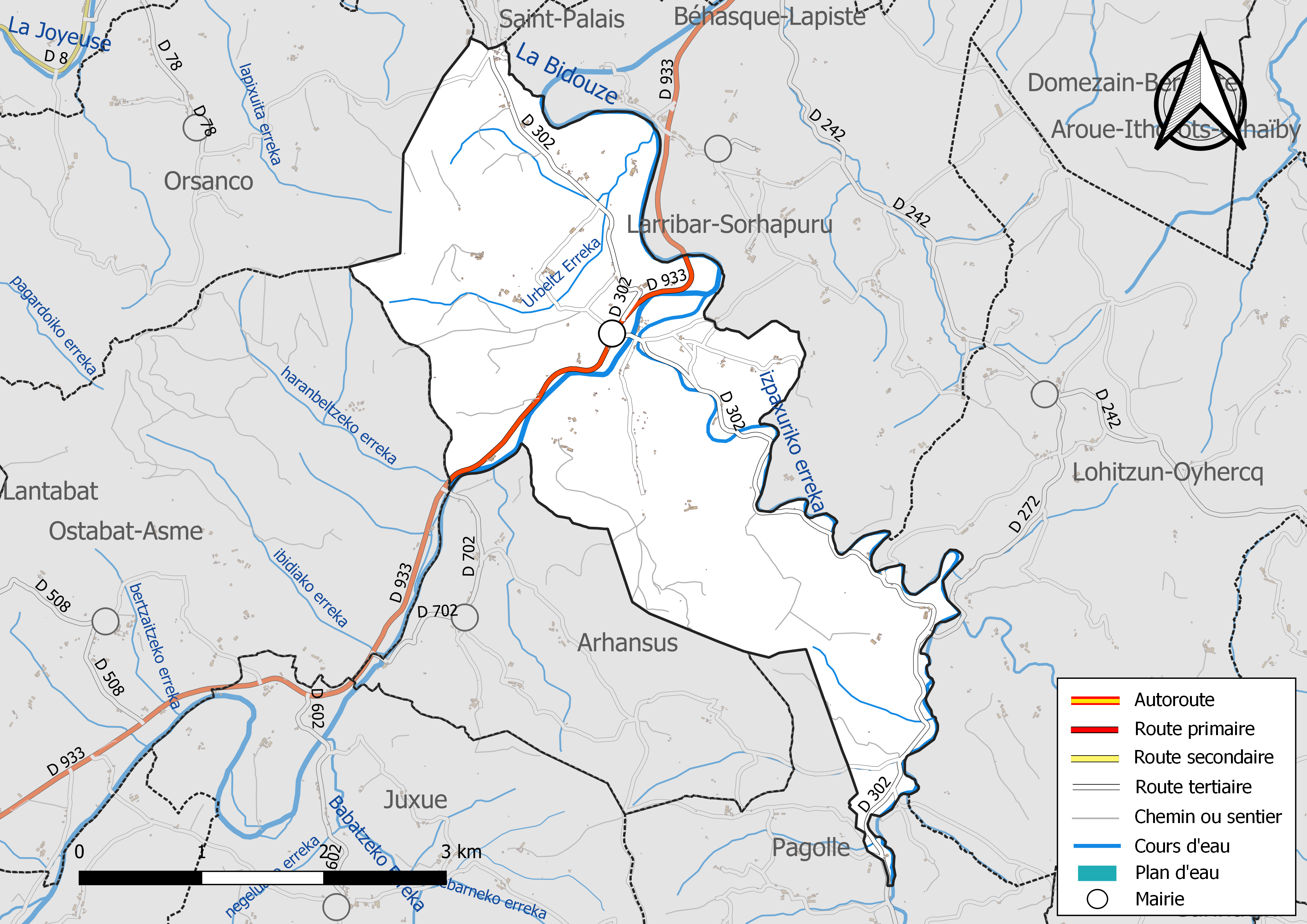
Réseaux hydrographique et routier d'Uhart-Mixe.

La commune est drainée par la Bidouze, Ispatchoury erreka, Harambeltzko erreka, Urbeltz erreka, et par divers petits cours d'eau, constituant un réseau hydrographique de 18 km de longueur totale,.
La Bidouze, d'une longueur totale de 82,2 km, prend sa source dans la commune d'Aussurucq et s'écoule du sud vers le nord. Elle traverse la commune et se jette dans l'Adour à Guiche, après avoir traversé 26 communes.

### Climat
Pour des articles plus généraux, voir Climat de la Nouvelle-Aquitaine et Climat des Pyrénées-Atlantiques.
Historiquement, la commune est exposée à un micro climat océanique basque.  
En 2020, Météo-France publie une typologie des climats de la France métropolitaine dans laquelle la commune est exposée à un climat de montagne et est dans la région climatique Pyrénées atlantiques, caractérisée par une pluviométrie élevée (>1 200 mm/an) en toutes saisons, des hivers très doux (7,5 °C en plaine) et des vents faibles.
Pour la période 1971-2000, la température annuelle moyenne est de 13,9 °C, avec une amplitude thermique annuelle de 13,3 °C. Le cumul annuel moyen de précipitations est de 1 432 mm, avec 12,6 jours de précipitations en janvier et 8,7 jours en juillet. Pour la période 1991-2020, la température moyenne annuelle observée sur la station météorologique la plus proche, située sur la commune d'Aïcirits-Camou-Suhast à 6 km à vol d'oiseau, est de 14,3 °C et le cumul annuel moyen de précipitations est de 1 219,1 mm,. Pour l'avenir, les paramètres climatiques de la commune estimés pour 2050 selon différents scénarios d’émission de gaz à effet de serre sont consultables sur un site dédié publié par Météo-France en novembre 2022.

### Milieux naturels et biodiversité

#### Réseau Natura 2000
Le réseau Natura 2000 est un réseau écologique européen de sites naturels d'intérêt écologique élaboré à partir des Directives « Habitats » et « Oiseaux », constitué de zones spéciales de conservation (ZSC) et de zones de protection spéciale (ZPS).
Un site Natura 2000 a été défini sur la commune au titre de la « directive Habitats » : « la Bidouze (cours d'eau) », d'une superficie de 2 570 ha, un vaste réseau hydrographique drainant les coteaux du Pays basque,.

#### Zones naturelles d'intérêt écologique, faunistique et floristique
L’inventaire des zones naturelles d'intérêt écologique, faunistique et floristique (ZNIEFF) a pour objectif de réaliser une couverture des zones les plus intéressantes sur le plan écologique, essentiellement dans la perspective d’améliorer la connaissance du patrimoine naturel national et de fournir aux différents décideurs un outil d’aide à la prise en compte de l’environnement dans l’aménagement du territoire.
Deux ZNIEFF de type 2 sont recensées sur la commune, : 
- les « landes, bois et prairies du bassin de la Bidouze » (11 263,46 ha), couvrant 25 communes du département[25] ;
- le « réseau hydrographique de la Bidouze et annexes hydrauliques » (2 867,4 ha), couvrant 30 communes dont 1 dans les Landes et 29 dans les Pyrénées-Atlantiques[26].

## Urbanisme

### Typologie
Au 1er janvier 2024, Uhart-Mixe est catégorisée commune rurale à habitat très dispersé, selon la nouvelle grille communale de densité à sept niveaux définie par l'Insee en 2022.
Elle est située hors unité urbaine. Par ailleurs la commune fait partie de l'aire d'attraction de Saint-Palais, dont elle est une commune de la couronne,. Cette aire, qui regroupe 25 communes, est catégorisée dans les aires de moins de 50 000 habitants,.

### Occupation des sols

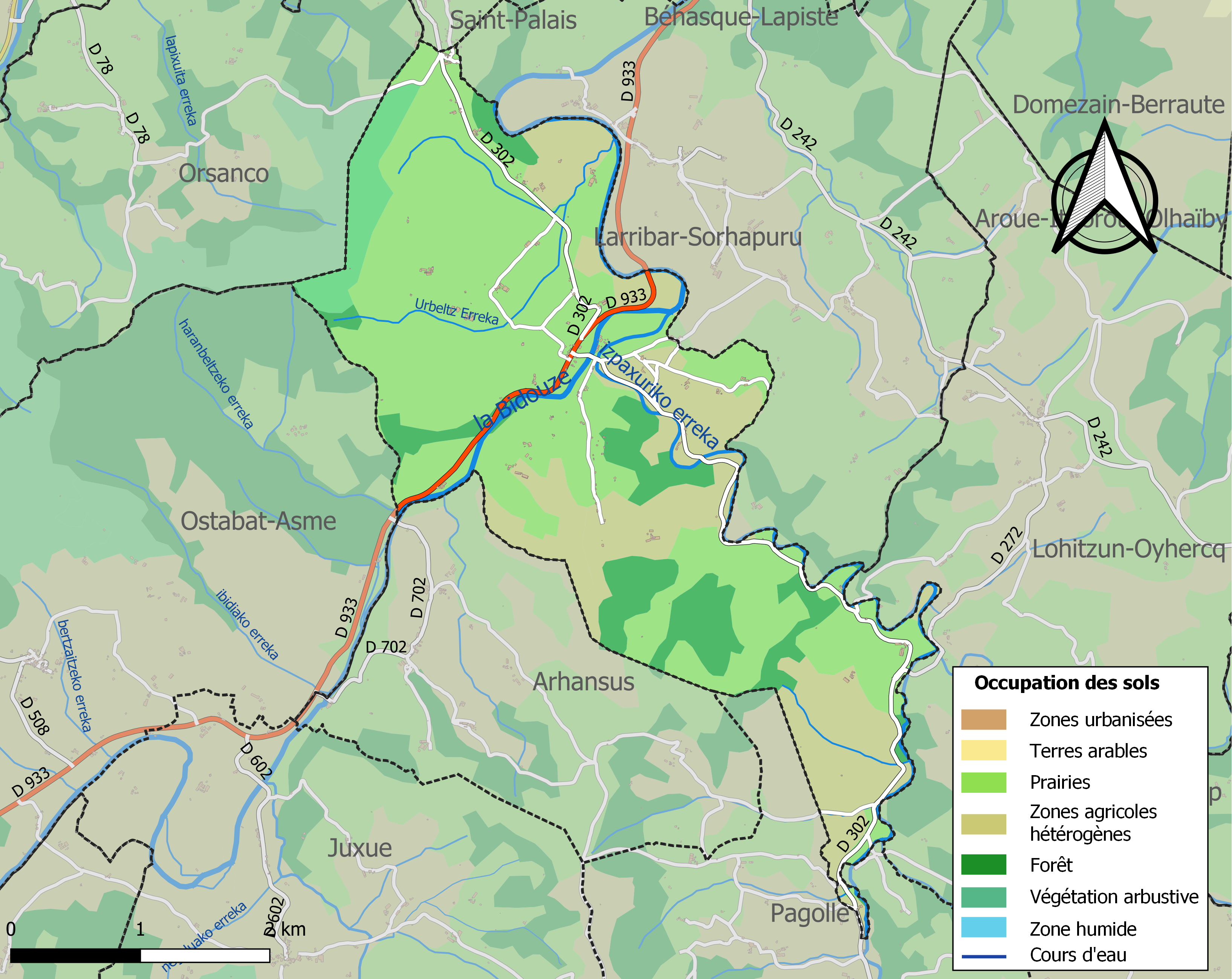
Carte des infrastructures et de l'occupation des sols de la commune en 2018 (CLC).

L'occupation des sols de la commune, telle qu'elle ressort de la base de données européenne d’occupation biophysique des sols Corine Land Cover (CLC), est marquée par l'importance des territoires agricoles (84,4 % en 2018), une proportion sensiblement équivalente à celle de 1990 (83,8 %). La répartition détaillée en 2018 est la suivante : 
prairies (58,1 %), zones agricoles hétérogènes (26,2 %), forêts (11,9 %), milieux à végétation arbustive et/ou herbacée (3,7 %). L'évolution de l’occupation des sols de la commune et de ses infrastructures peut être observée sur les différentes représentations cartographiques du territoire : la carte de Cassini (XVIIIe siècle), la carte d'état-major (1820-1866) et les cartes ou photos aériennes de l'IGN pour la période actuelle (1950 à aujourd'hui).

### Lieux-dits et hameaux
- Uscarraitzia.

### Voies de communication et transports
Uhart-Mixe est desservie par les routes départementales D 302 et D 933.

### Risques majeurs
Le territoire de la commune d'Uhart-Mixe est vulnérable à différents aléas naturels : météorologiques (tempête, orage, neige, grand froid, canicule ou sécheresse), inondations, feux de forêts et séisme (sismicité moyenne). Un site publié par le BRGM permet d'évaluer simplement et rapidement les risques d'un bien localisé soit par son adresse soit par le numéro de sa parcelle.
Certaines parties du territoire communal sont susceptibles d’être affectées par le risque d’inondation par une crue torrentielle ou à montée rapide de cours d'eau, notamment l'Izpaxuriko erreka et la Bidouze. La commune a été reconnue en état de catastrophe naturelle au titre des dommages causés par les inondations et coulées de boue survenues en 1982, 1983, 1990, 2007, 2009 et 2014,.
Uhart-Mixe est exposée au risque de feu de forêt. En 2020, le premier plan de protection des forêts contre les incendies (PDPFCI) a été adopté pour la période 2020-2030. La réglementation des usages du feu à l’air libre et les obligations légales de débroussaillement dans le département des Pyrénées-Atlantiques font l'objet d'une consultation de public ouverte du 16 septembre au 7 octobre 2022,.

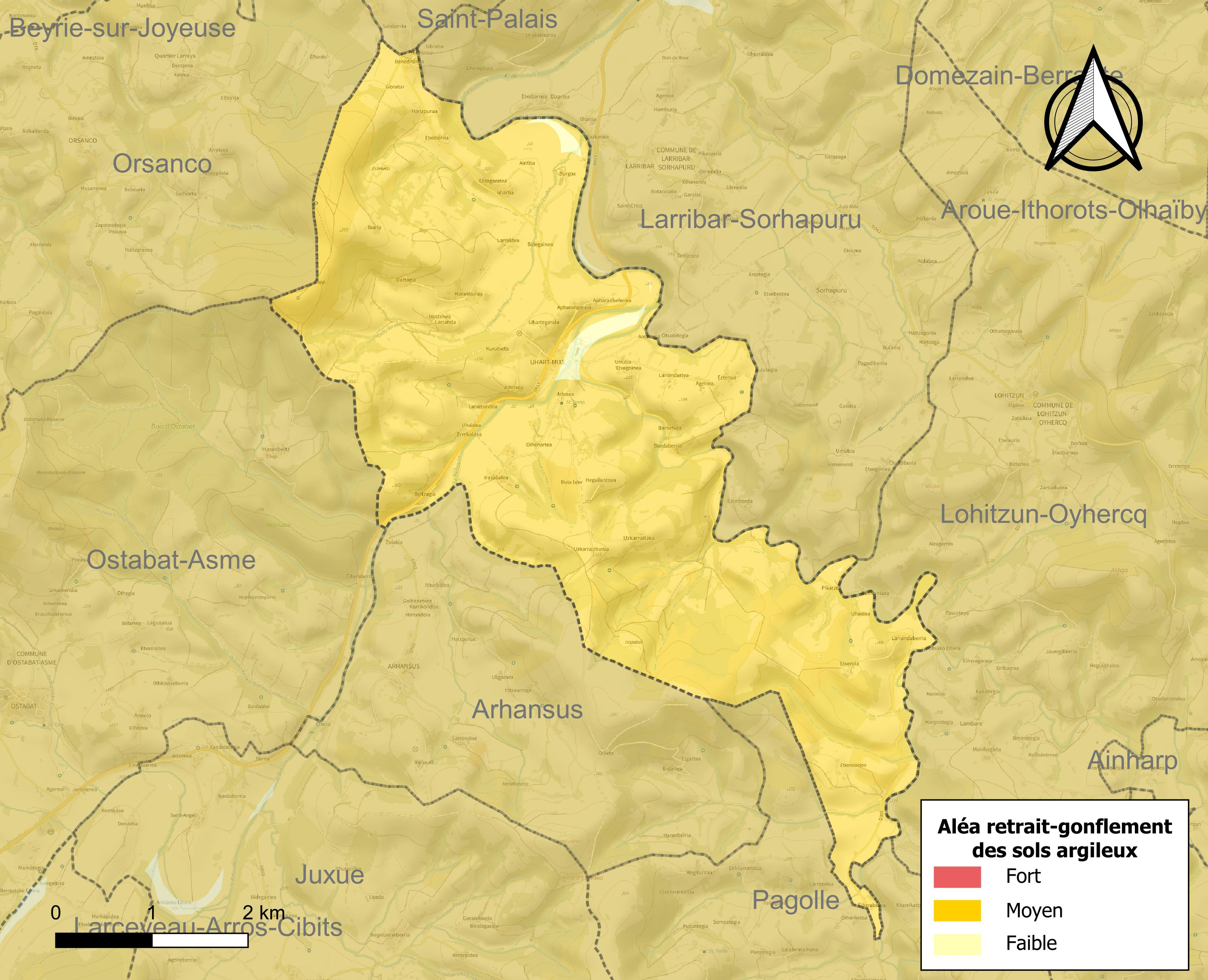
Carte des zones d'aléa retrait-gonflement des sols argileux d'Uhart-Mixe.

Le retrait-gonflement des sols argileux est susceptible d'engendrer des dommages importants aux bâtiments en cas d’alternance de périodes de sécheresse et de pluie. 98,9 % de la superficie communale est en aléa moyen ou fort (59 % au niveau départemental et 48,5 % au niveau national). Depuis le 1er octobre 2020, en application de la loi ELAN, différentes contraintes s'imposent aux vendeurs, maîtres d'ouvrages ou constructeurs de biens situés dans une zone classée en aléa moyen ou fort,.

## Toponymie

### Mentions anciennes
Le toponyme Uhart-Mixe apparaît sous les formes 
deu fard (1125), 
Ufart (1136 et XIIe siècle, cartulaire de Sorde), 
Sanctus Petrus de Uhart (1160), 
Uhart Suson (1316), 
Uarte (1351), 
Huart (1384, collection Duchesne volume CX), 
Uhart (1413), 
Uhart-Juson en Navarre (1599, titres de la chambre des comptes de Pau ), 
Uharte-Juzon et Uhart-Jusson (1621 pour les deux formes, Martin Biscay).
Jean-Baptiste Orpustan indique qu'Uhart signifie « entre eaux ».

### Graphie basque
Son nom basque actuel est Uhartehiri.

## Héraldique
| Blason | Blasonnement : Coupé au 1 d'azur à un Oratoire d'argent prolongé à senestre d'un abri ouvert du même le tout couvert au naturel et accompagné sur le flanc senestre de trois coquilles d'argent rangées en pal, la façade est portillée au naturel et sommée d'une croisette de sable ; au 2 d'or à une fasce ondée d'azur surmontée de quatre étoiles de gueules rangées en fasce. |

## Politique et administration
| Période                                  | Période  | Identité                  | Étiquette     | Qualité |
| ---------------------------------------- | -------- | ------------------------- | ------------- | ------- |
| 1983                                     | 1995     | Henri Pochelu             | Divers droite |         |
| 1995                                     | 2001     | Rose-Marie Pouchoulou     |               |         |
| 2001                                     | 2014     | Marie-Pierre Ithurbide    |               |         |
| 2014                                     | 2020     | Jean-Pierre Lafargue      |               |         |
| 2020                                     | En cours | Bertrand Joseph Ithurbide |               |         |
| Les données manquantes sont à compléter. |          |                           |               |         |

### Intercommunalité
La commune appartient à six structures intercommunales :
- la communauté d'agglomération du Pays Basque ;
- le syndicat AEP du pays de Mixe ;
- le syndicat d'énergie des Pyrénées-Atlantiques ;
- le syndicat de regroupement pédagogique intercommunal Ispachoury ;
- le syndicat intercommunal pour le fonctionnement des écoles d'Amikuze ;
- le syndicat intercommunal pour le soutien à la culture basque.

## Population et société

### Démographie
En 1350, 10 feux sont signalés à Uhart-Mixe.
Le recensement à caractère fiscal de 1412-1413, réalisé sur ordre de Charles III de Navarre, comparé à celui de 1551 des hommes et des armes qui sont dans le présent royaume de Navarre d'en deçà les ports, révèle une démographie en forte croissance. Le premier indique à Uhart la présence de 7 feux, le second de 37 (32 + 5 feux secondaires).

Le recensement de la population de Basse-Navarre de 1695 dénombre 41 feux à Uhart.
L'évolution du nombre d'habitants est connue à travers les recensements de la population effectués dans la commune depuis 1793. Pour les communes de moins de 10 000 habitants, une enquête de recensement portant sur toute la population est réalisée tous les cinq ans, les populations de référence des années intermédiaires étant quant à elles estimées par interpolation ou extrapolation. Pour la commune, le premier recensement exhaustif entrant dans le cadre du nouveau dispositif a été réalisé en 2006.

En 2022, la commune comptait 217 habitants, en évolution de +5,34 % par rapport à 2016 (Pyrénées-Atlantiques : +3,78 %, France hors Mayotte : +2,11 %).
| 1793 | 1800 | 1806 | 1821 | 1831 | 1836 | 1841 | 1846 | 1851 |
| ---- | ---- | ---- | ---- | ---- | ---- | ---- | ---- | ---- |
| 350  | 339  | 361  | 393  | 420  | 415  | 437  | 442  | 406  |

| 1856 | 1861 | 1866 | 1872 | 1876 | 1881 | 1886 | 1891 | 1896 |
| ---- | ---- | ---- | ---- | ---- | ---- | ---- | ---- | ---- |
| 380  | 350  | 380  | 340  | 343  | 401  | 381  | 361  | 345  |

| 1901 | 1906 | 1911 | 1921 | 1926 | 1931 | 1936 | 1946 | 1954 |
| ---- | ---- | ---- | ---- | ---- | ---- | ---- | ---- | ---- |
| 347  | 340  | 312  | 293  | 290  | 282  | 292  | 275  | 264  |

| 1962 | 1968 | 1975 | 1982 | 1990 | 1999 | 2006 | 2011 | 2016 |
| ---- | ---- | ---- | ---- | ---- | ---- | ---- | ---- | ---- |
| 210  | 214  | 205  | 209  | 202  | 204  | 214  | 223  | 206  |

| 2021 | 2022 | - | - | - | - | - | - | - |
| ---- | ---- | - | - | - | - | - | - | - |
| 215  | 217  | - | - | - | - | - | - | - |

### Enseignement
La commune dispose d'une école élémentaire publique. Cette école propose un enseignement bilingue français-basque à parité horaire.

## Économie
La commune fait partie de la zone d'appellation de l'ossau-iraty.

## Culture locale et patrimoine

### Patrimoine civil
Le château d'Uhart-Mixe est situé entre la Bidouze et son affluent l'Ispatchoury. Il a été construit par la famille Uhart au XVIe siècle autour d'une tour du XIVe siècle,. L'intérieur a été complètement remanié aux XVIIIe siècle et XIXe siècle. Il est inscrit avec son pigeonnier aux monuments historiques. Une chapelle romane refaite récemment est située à côté.
Odilon Redon a séjourné au château et dessiné divers paysages de la région,.

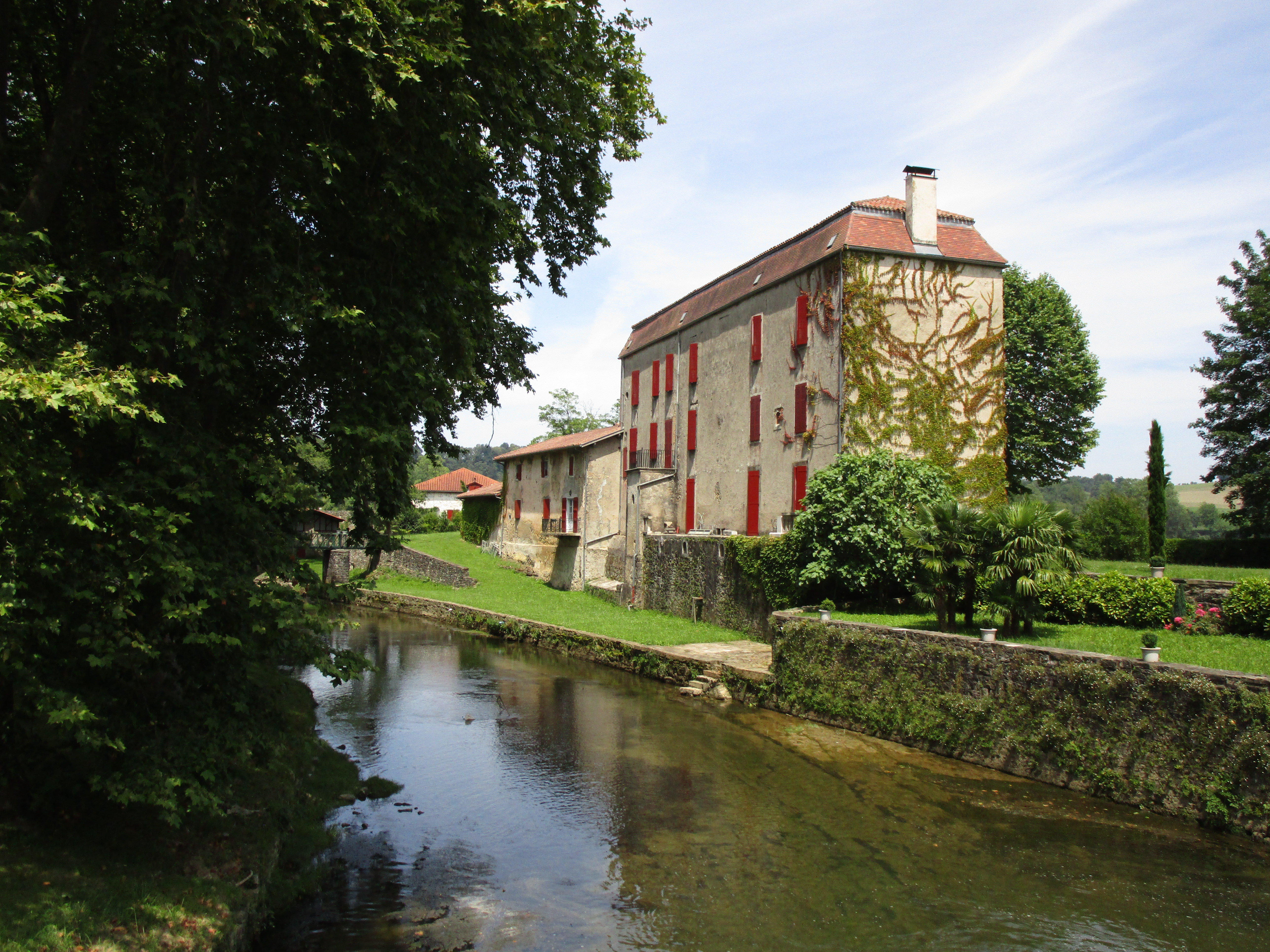
Le château d'Uhart-Mixe.
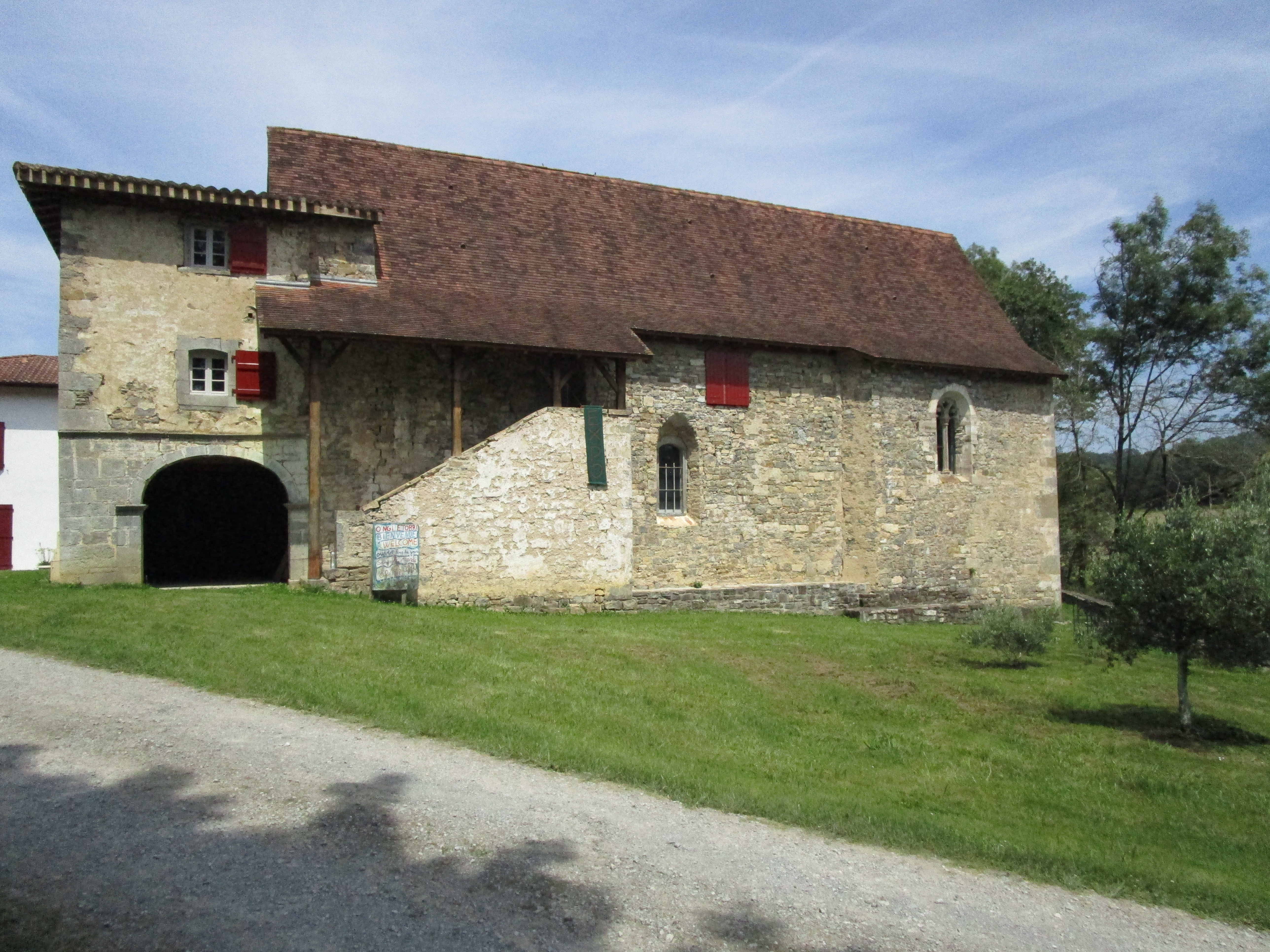
Chapelle du château.
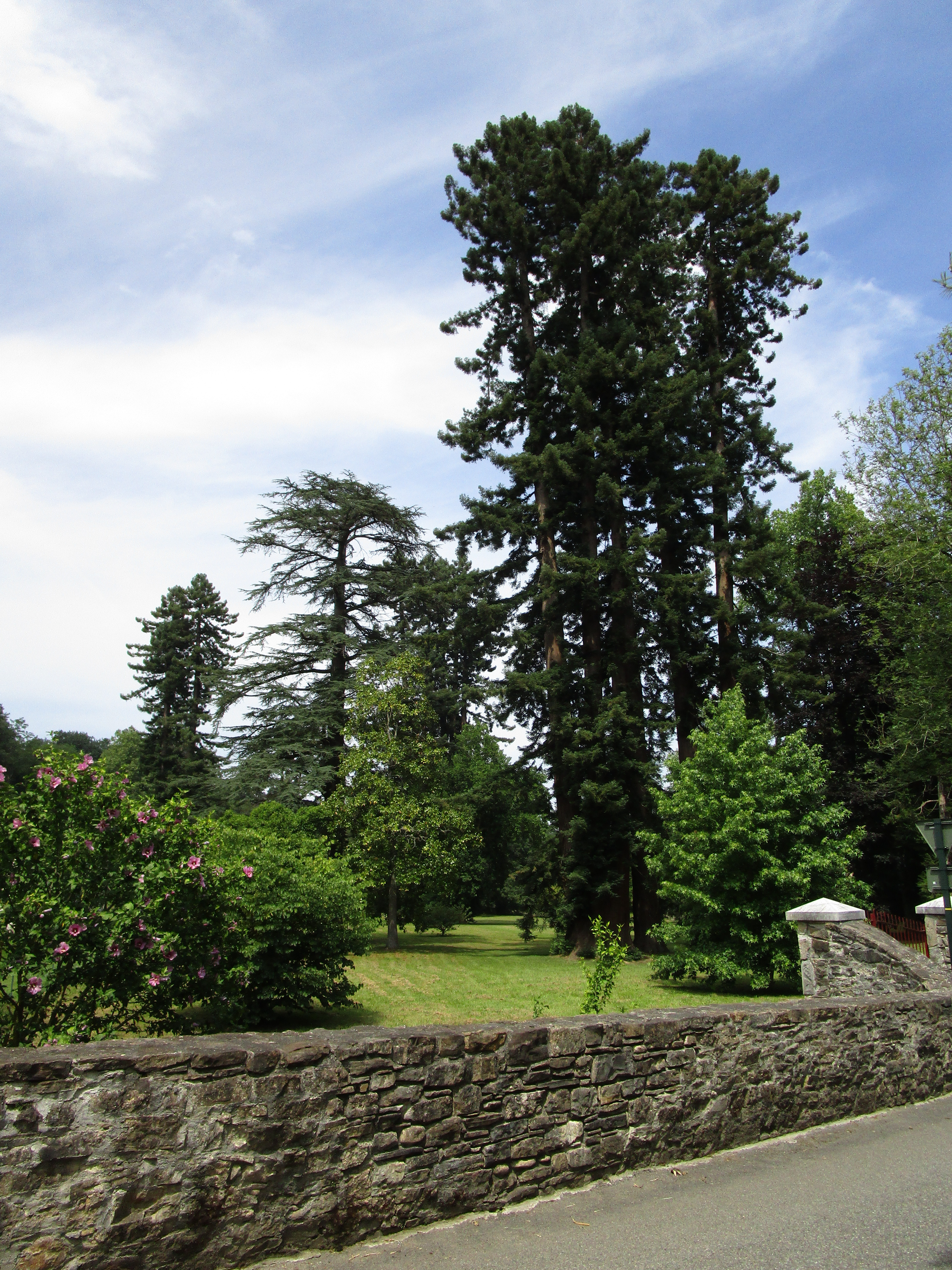
Sequoia sempervirens dans le parc du château.

### Patrimoine religieux

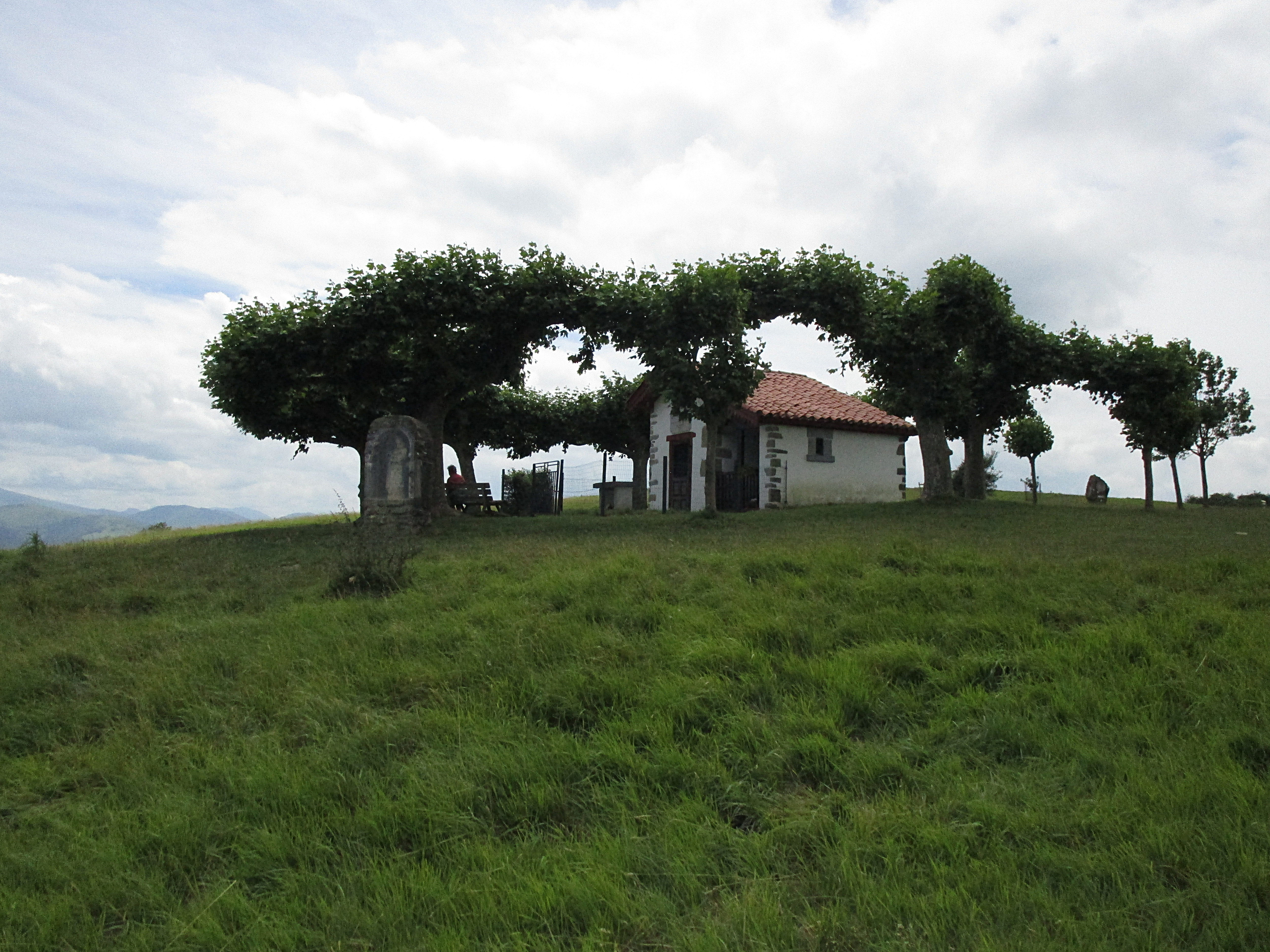
Chapelle de Soyarza.

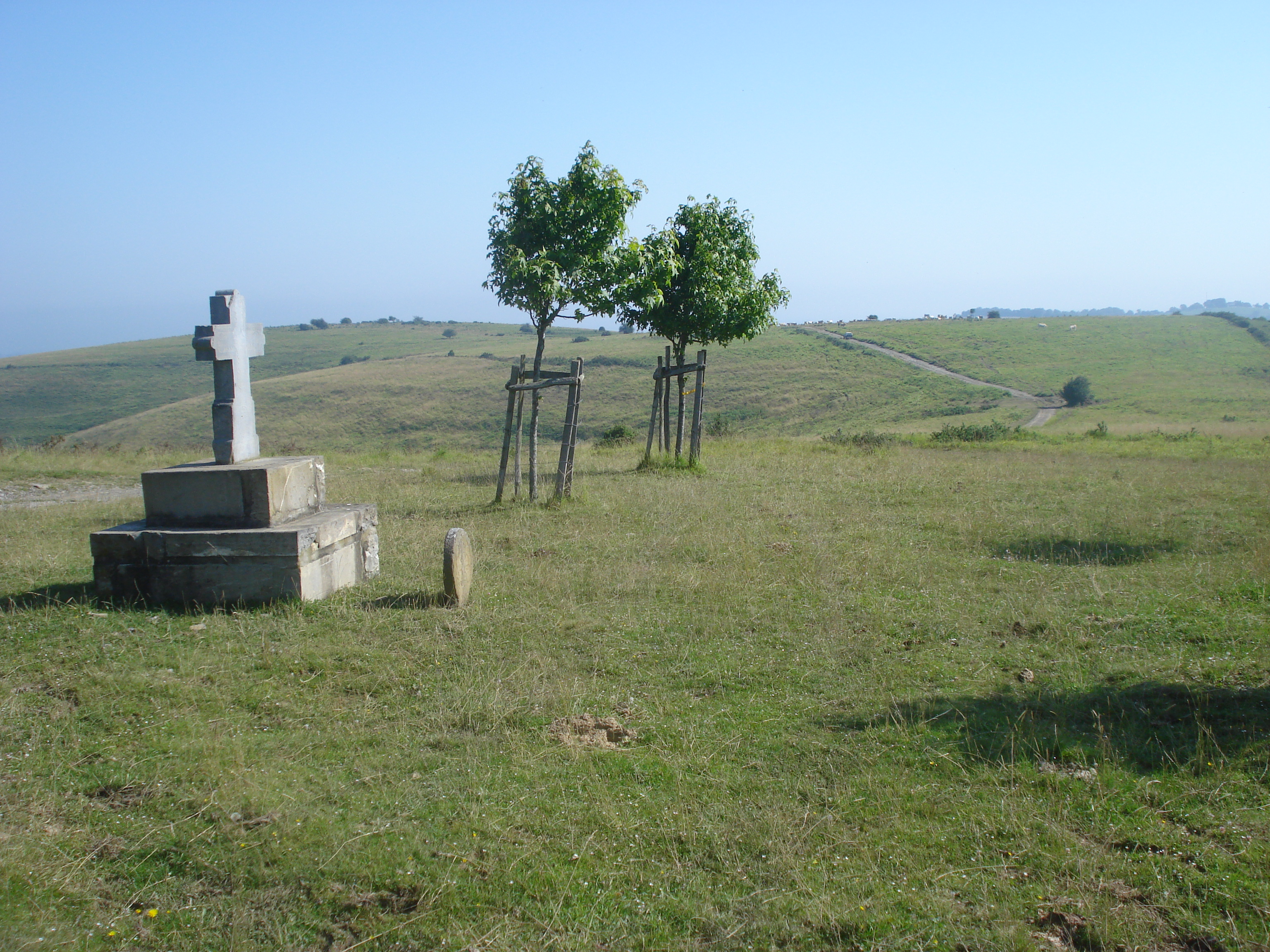
Croix et stèle discoïdale près de la chapelle de Soyarza.

- L'église Saint-Pierre[64] date de 1893.
- La chapelle de Soyarza construite en 1845 sur l'emplacement d'un ancien ermitage construit par les prémontrés au XIIe siècle[65].
- Le carrefour de « Gibraltar », également appelé carrefour de Saint-Sauveur, est situé à l'extrémité nord de la commune, voisine des communes de Saint-Palais et de Larribar-Sorhapuru.

Signalé depuis le 2 août 1964 par une stèle d'orientation surmontée d'une stèle discoïdale fréquentes dans les cimetières basques c’est aujourd'hui le point de rencontre symbolisé des trois chemins : la via Turonensis par Garis, la via Lemovicensis par Sauveterre et la via Podiensis par Navarrenx.

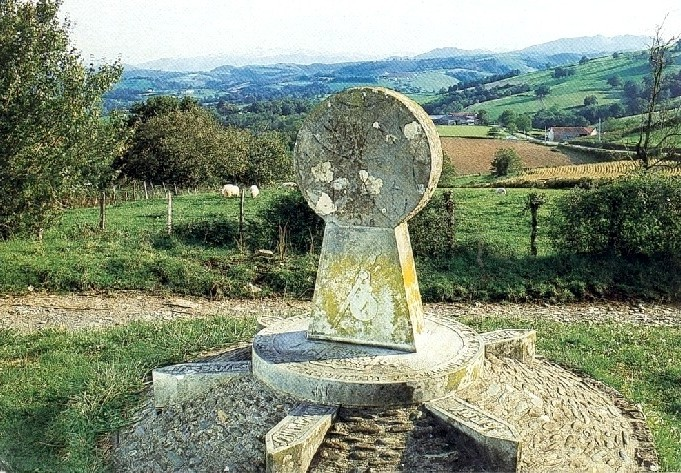
La stèle de Gibraltar.

Certes, Aimery Picaud, dans le guide du Pèlerin écrivait qu'ils confluaient « ad hostavallam », devenu « à Ostabat », forme gasconne du nom signifiant « vallée de Hozta », chez Jeanne Vielliard. Le Dr Clément Urrutibéhéty, ayant étudié le tracé sur le terrain, fait justement remarquer que « ad » a la valeur de « vers » ; donc « vers Ostabat ». De même, les chemins aragonais et navarrais se rencontrent « ad pontem regine », « vers Puente la Reina », en fait un peu avant Obanos.
Les jacquets des vias Lemovicensis et Turonensis s'étaient déjà regroupés à Sauveterre-de-Béarn. Mais les jacquets qui avaient pris la via Tolosane pouvaient gagner quelques kilomètres en empruntant un chemin secondaire depuis Lacommande, et par L'Hôpital-Saint-Blaise rejoindre le carrefour de Gibraltar.
Le nom de « Gibraltar », Xibaltarre en basque, est un toponyme fréquent en Pays basque qui indique un lieu de campement de gitans venus d'Andalousie dont une communauté a subsisté jusqu'au début du 20e siècle. Certains voient plutôt dans ce cas une déformation du basque « Salbatore » (« Sauveur »), du sanctuaire de Saint-Sauveur, sans rapport donc avec le džabal al-Ṭāriq.

## Équipements

### Éducation
La commune dispose d'une école primaire.

## Personnalités liées à la commune

### Nées auXVIIIesiècle
Jean-Bernard d'Uhart, né en 1765 à Uhart-Mixe et décédé en 1834 à Sauguis, est un militaire, propriétaire, maître de forges et homme politique français ;
Gustave d'Uhart, né en 1791 à Uhart-Mixe et décédé en 1860 à Limoux, est un administrateur.

### Nées auXIXesiècle
Martial-Henri Berdoly, né en 1844 à Bordeaux et décédé en 1905 à Uhart-Mixe, est un homme politique français.